# Gålsjön
Gålsjön este o arie protejată (arie specială de conservare — SAC, sit de importanță comunitară — SCI) din Suedia întinsă pe o suprafață de 46,3 ha, integral pe uscat.

## Localizare
Centrul sitului Gålsjön este situat la coordonatele 58°36′49″N 12°07′06″E / 58.6137°N 12.1183°E.

## Înființare
Situl Gålsjön a fost declarat sit de importanță comunitară în ianuarie 1998 pentru a proteja . Situl a fost protejat și ca arie specială de conservare în martie 2011.

## Biodiversitate
Situată în ecoregiunea boreală, aria protejată conține 4 habitate naturale: Taiga vestică, Păduri acidofile de stejar bătrân cu Quercus robur pe câmpii nisipoase, Păduri fino-scandinave bogate în ierburi cu Picea abies, Mlaștini împădurite.
La baza desemnării sitului se află un număr nedeclarat de specii protejate: